# Еленска котловина
Еленската котловина е котловинно понижение в Средния Предбалкан, разположена между северните разклонения на Елено-Твърдишката планина на юг и Еленските височини на север. По южната периферия на котловината преминава условната граница между Предбалкана на север и Стара планина на юг.
Цялата дължина на котловината от запад на изток е 28 – 30 км, а максималната ѝ ширина е 4 – 5 км. Площта ѝ е около 60 км2. Котловинното дъно лежи на 400 – 500 м н.в. и има хълмист релеф с вътрешнокотловинни възвишения до 600 – 700 м. Силно разчленена от долините на реките Веселина и нейните притоци на запад и Златаришка река и десния ѝ приток Костелска река и притоците им на изток. Изградена е от долнокредни пясъчници и мергели и еоценски пясъчници.
Климатът е умереноконтинентален, като през зимния сезон често се наблюдават температурни инверсии. Котловината е силно обезлесена и ерозирана с малко обработваеми земи. Наблюдават се хоризонтална ерозия и свлачища. На места се срещат гори от благун и келяв габър.
В центъра на Еленската котловина е разположен град Елена, а около него още няколко десетки малки селца и махали. В западната ѝ част, на река Веселина е изграден големият язовир „Йовковци“, който снабдява с питейна вода град Велико Търново и още множество селища в региона.
През котловината преминават участъци от 3 пътя от Държавната пътна мрежа:
- 11,3 км от град Елена до село Беброво от второкласен път № 53 Поликраище – Сливен – Ямбол – Средец.
- 17 км от село Средни колиби до град Елена от третокласен път № 551 Дебелец – Елена.
- 3 км от третокласен път № 662 Нова Загора – Твърдица – Елена.

През последните 15 – 20 години малките и китни селца и махали в Еленската котловина със своята автентична архитектура, изключително чиста околна среда и множеството природни забележителности привличат значително число туристи в новоизградените хотелски комплекси и автентично възстановените еленски къщи.

## Топографска карта
- Лист от карта K-34-48. Мащаб: 1 : 100 000.